# Anthoxanthum horsfieldii
Anthoxanthum horsfieldii là một loài thực vật có hoa trong họ Hòa thảo. Loài này được (Benn.) Reeder mô tả khoa học đầu tiên năm 1950.